# Ema Talmi
Ema Talmi (hebrejsky אמה תלמי‎, rodným jménem Ema Levin, אמה לוין‎; 25. dubna 1905 – 6. června 2004) byla izraelská politička a poslankyně Knesetu za strany Mapam a Ma'arach.

## Biografie
Narodila se ve Varšavě v tehdejší Ruské říši (dnes Polsko). V roce 1924 přesídlila do dnešního Izraele. Od roku 1926 žila v kibucu Mišmar ha-Emek. Její manžel Me'ir Talmi byl rovněž politikem a poslancem.

## Politická dráha
Angažovala se v organizaci ha-Kibuc ha-arci sdružující kibucy. V izraelském parlamentu zasedla poprvé po volbách v roce 1955, do nichž šla za Mapam. Byla členkou výboru pro ekonomické záležitosti, výboru finančního, výboru pro vzdělávání a kulturu a výboru House Committee. Znovu se za Mapam dostala do Knesetu ve volbách v roce 1959. Byla členkou parlamentního výboru pro ekonomické záležitosti, výboru finančního a výboru House Committee. Za Mapam uspěla i ve volbách v roce 1961. Zastávala post členky výboru pro ekonomické záležitosti a výboru House Committee. Zvolena na kandidátce Mapam byla i ve volbách v roce 1965. Během funkčního období pak ale přešla do levicové střechové formace Ma'arach. Byla členkou výboru House Committee, výboru pro ekonomické záležitosti a výboru pro vzdělávání a kulturu. Ve volbách v roce 1969 mandát neobhájila.